# Marycha
Marycha (lit. Seina, biał. Марыха) – rzeka na pograniczu polsko-litewskim. Jest lewobrzeżnym dopływem Czarnej Hańczy III rzędu (zlewnia Niemna). Powierzchnia zlewni wynosi 432,4 km², w tym 22,6 km² poza granicami kraju.

## Charakterystyka
Zlewnia rzeki została ukształtowana przez zlodowacenie bałtyckie i charakteryzuje się zróżnicowaną rzeźbą terenu z licznymi jeziorami rynnowymi i wytopiskowymi oraz dużą ilością zagłębień wytopiskowych. Dolina rzeki jest szeroka, w dolnym odcinku zalesiona (Puszcza Augustowska). Źródła rzeki znajdują się w Polsce w okolicach Puńska (woj. podlaskie), przepływa przez Sejny, wpada do jeziora Pomorze, następnie stanowi granicę polsko-litewską, a dalej litewsko-białoruską; na północ od wsi Czertok wpada do rzeki Czarnej Hańczy, jako jej dopływ lewobrzeżny. Duże znaczenie wobec małego przepływu wód w górnym brzegu rzeki mają przestrzenne źródła zanieczyszczeń, odpływy z pól, łąk oraz terenów zabudowanych, odprowadzane ścieki komunalne i przemysłowe także powodują zanieczyszczenie rzeki.
Wypływa na wysokości ok. 160 m n.p.m. w pobliżu wsi Mikołajówka, w okolicach jeziora Sejwy, a dalej płynie przez jezioro Sejwy. Marycha jest zakwalifikowana do III klasy czystości wód.